# Halimatou Bah
Pour les articles homonymes, voir Bah.
Halimatou Bah, née le 21 décembre 2003 à Épinay-sous-Sénart (Essonne), est une joueuse internationale française de volley-ball évoluant au poste de réceptionneuse-attaquante.
Elle mesure 1,87 m et joue pour l'équipe de France depuis 2021.

## Biographie

### Carrière
Elle commence sa formation à l’AVB Val d’Yerres, club de sa ville d'origine. En 2019, elle intègre l'Institut fédéral de volley-ball de Toulouse où elle joue avec l'équipe de France Avenir 2024. En août 2021, elle dispute à seulement 17 ans sa première grande compétition avec l'équipe de France A lors du Championnat d'Europe 2021 alors qu'elle n'a pas le statut professionnel, comme trois autres joueuses : Defraeye, Ratahiry et Respaut. Durant le tournoi, elle se distingue par sa fraîcheur au sein d'une sélection qui réalise l'exploit d'atteindre les quarts de finale, constituant une première depuis 2013,. Neuf mois plus tard, elle fait partie du groupe qui remporte la Ligue européenne 2022, représentant le premier titre de l'histoire de la sélection féminine. Peu après, elle signe son premier contrat professionnel en faveur du VBC Chamalières.
Elle est recrutée par les Neptunes de Nantes avant le début de l'exercice 2024-2025, et finit sa première saison en étant vice-championne de France de Saforelle Power 6. Lors de la finale retour des play-offs face à Levallois Paris, elle se blesse à la cheville gauche en fin de 1er set et cède sa place pour le reste de la rencontre à Léïa Ratahiry,. Elle termine également 7e meilleure marqueuse de SP6 avec 506 points inscrits.

## Clubs
- VBC Chamalières (2022–2024)
- Neptunes de Nantes (2024-)

## Palmarès

### En sélection nationale
- Challenger Cup (1) : 
  -  Vainqueur en 2023.

- Ligue européenne (1) : 
  -  Vainqueur en 2022.

- Tournoi de France (amical) : 
  - Finaliste en 2022.

### En club
- Championnat de France :
  - Finaliste en 2025.

- Coupe de France :
  - Finaliste en 2025.

- Supercoupe de France (1) :
  - Vainqueur en 2024.